# アンダーデザイン
アンダーデザイン株式会社は、大阪府東大阪市に本社を置くシステムインテグレーター（独立系）である。
略称はACT（アクト）。NECのディーラーとしても知られる。

## 概要
コンピュータとネットワークの融合を機軸に事業展開をしている情報通信設備会社で、システム提案、販売から設計、施工、保守や運用に至るまで、ワンストップサービスでサポートをする総合エレクトロニクス技術商社である。
また、インターネットプロバイダやクラウドコンピューティングなどのサービスを提供するブランド「ShareLine」がある。

## 事業
【ネットワーク事業】
音声コミュニケーションサーバー（IP-PBX等）、ビル管理システム、ネットワーク構築、業務放送システム、コンタクトセンター/コールセンターシステム など
【オフィスICT支援事業】
デジタルサイネージ、会議システム（Web、TV）、電子ファイリングシステム、基幹業務システム など
【セキュリティ事業】
情報セキュリティ、ネットワーク・セキュリティ、物理セキュリティ など
【サポート事業】
保守・メンテナンスサポート、運用サービス・サポート、導入・構築サポート、ネットワーク構築サポート など

## 沿革
- 1949年（昭和24年）
  - 5月　「旭電気株式会社」設立
  - 9月　私設電話工事請負業登録
  - 12月 建設業法（電気通信工事業）による建設業者登録
- 1953年（昭和28年）4月　日本電気株式会社と販売店契約を締結
- 1988年（昭和63年）9月　「旭コムテク株式会社」に社名変更
- 1990年（平成2年）
  - 4月　大阪中小企業投資育成株式会社が資本参加
  - 5月　創立50周年を迎える
- 2000年（平成12年）4月　「アイネットテクノ株式会社」を設立
- 2005年（平成17年）3月　ShareLineのサービスを開始
- 2018年（平成30年）10月  アイネットテクノを吸収合併し、「アンダーデザイン株式会社」へ社名変更